# Horizonte (kommun)
Horizonte är en kommun i Brasilien.   Den ligger i delstaten Ceará, i den östra delen av landet, 1 700 km nordost om huvudstaden Brasília. Antalet invånare är 55 154.
Följande samhällen finns i Horizonte:
- Horizonte

Omgivningarna runt Horizonte är huvudsakligen savann. Runt Horizonte är det ganska tätbefolkat, med 239 invånare per kvadratkilometer.